# 矢内原忠雄
矢内原 忠雄（やないはら ただお、1893年〈明治26年〉1月27日 - 1961年〈昭和36年〉12月25日）は、日本の経済学者・植民政策学者。東京大学総長。日本学士院会員。正三位勲一等瑞宝章。無教会主義キリスト教の指導者としても知られる。長男は哲学者で法政大学名誉教授の矢内原伊作、三男は経済学者で慶應義塾大学名誉教授の矢内原勝。

## 人物・生涯

### 青年期
愛媛県越智郡富田村（現・今治市）に四代続いた家系の医者の子として生まれる。教育熱心な父の影響で、神戸の従兄弟（望月信治）の家から兵庫県立神戸中学校（現・兵庫県立神戸高等学校）に通学して卒業。1910年（明治43年）に旧制第一高等学校に入学。在学中に無教会主義者の内村鑑三が主催していた聖書研究会に入門を許され、キリスト教への信仰を深めていった。東大に入学後は、吉野作造の民本主義や、人道主義的な立場から植民政策学を講じていた新渡戸稲造の影響を受け、思想形成を行っていった。ちなみに、矢内原が卒業した神戸中学校の在校当時の校長鶴崎久米一は、札幌農学校で新渡戸稲造と同期の入学生である。一高を出て大学に入る間の夏休みに、一人で富士山に登っている。1913年（大正2年）20歳の時であった。

### 壮年期
1917年（大正6年）、東京帝国大学法科大学政治学科を卒業後、住友総本店に入社し、別子銅山に配属される。同年5月友人のすすめで西永愛子と金沢で結婚式を挙げた。新居浜時代は新婚生活時代でもあった。翌年5月長男が生まれ伊作と名付けた。当時の別子銅山には、後に住友を辞して無教会主義のキリスト教伝道者となる黒崎幸吉が先に赴任しており、黒崎の伝道集会で聖書講義を行ったりもした。1920年（大正9年）、新渡戸稲造の国際連盟事務次長への転出に伴い、後任として母校の経済学部に呼び戻され助教授となる。彼は、学者になって何か社会に貢献することを神から示された道として決心した。同年秋に欧州留学に旅立つ。イギリス・ドイツ・パレスチナ旅行・フランス・アメリカなどへの留学を経て、1923年（大正12年）予定を早めて帰朝し、肺結核で療養中の妻を見舞った（妻は1か月半後の3月26日に24歳で死去）。同年教授に就任し、植民政策を講ずることとなった。1年後、幼い子どもたちのことも考え堀恵子と再婚する。
矢内原の植民政策学は、統治者の立場から統治政策として考えるのではなく、社会現象としての植民を科学的・実証的に分析し、帝国主義論の一環として扱っている点に特色がある。前任者の新渡戸の学風を発展的に継承しているものといえよう。その研究の結実の代表的なものが、各言語に翻訳された『帝国主義下の台湾』（1929年）である。このような矢内原の姿勢は、しだいに軍国主義的な風潮が強まる中で体制との緊張関係を深めていくこととなった。

### 矢内原事件

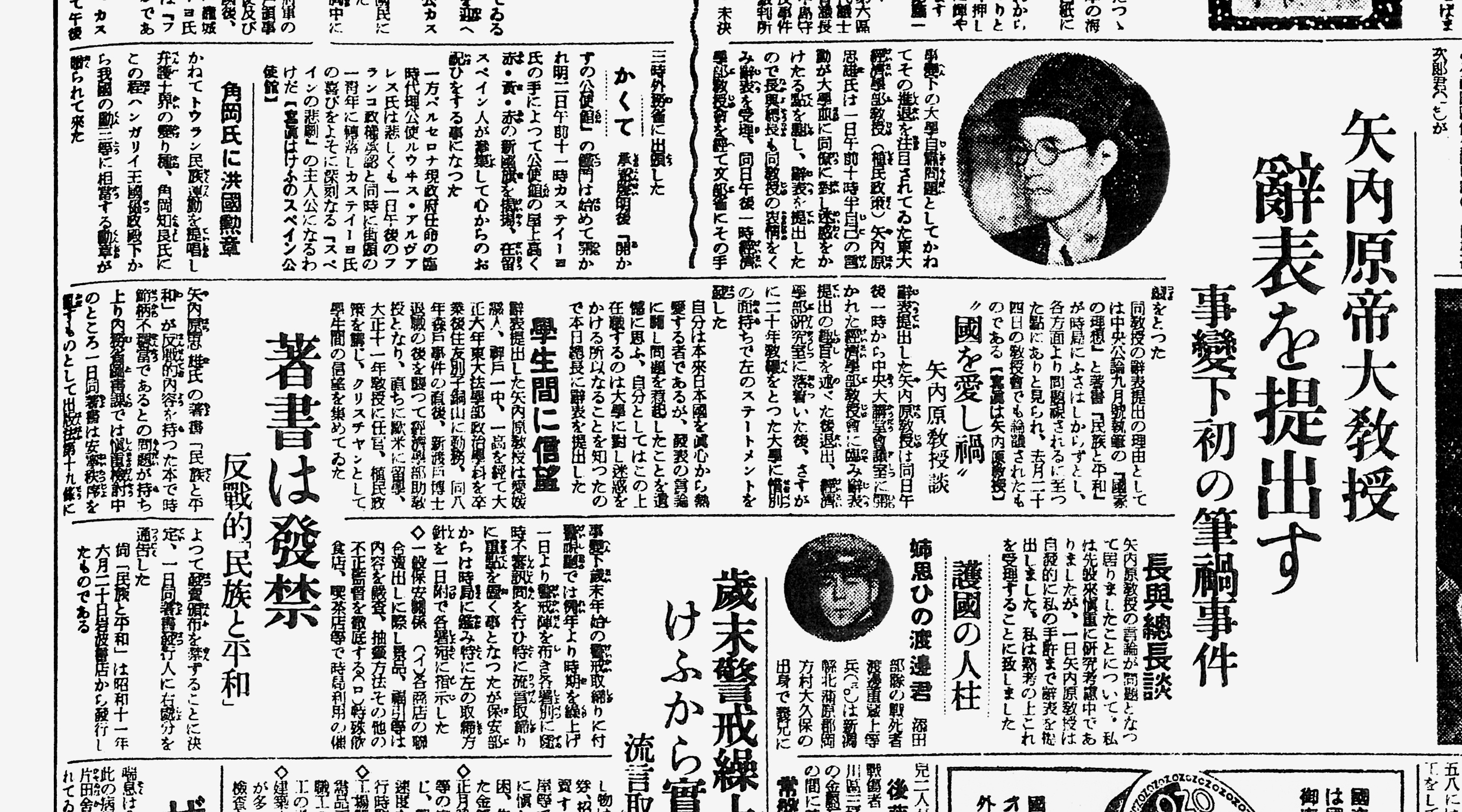
矢内原の辞職を報じる『東京朝日新聞』

1937年（昭和12年）、盧溝橋事件の直後、『中央公論』誌9月に「国家の理想」と題する評論を寄せた。国家が目的とすべき理想は正義であり、正義とは弱者の権利を強者の侵害圧迫から守ることであること、国家が正義に背反したときは国民の中から批判が出てこなければならないことなど、今日では日本でも常識化した民主主義の理念が先取りして述べられていた。
しかし、この論文は大学の内外において矢内原排撃の格好の材料として槍玉に挙げられた。また、同じ頃、矢内原が個人的に発行していたキリスト教個人雑誌『通信』に掲載された南京事件を糾弾する目的で行われた彼の講演の結語（「日本の理想を生かすために、一先ず此の国を葬って下さい」）も、不穏の言動として問題となった。11月24日土方成美は教授会で、矢内原の言論活動を非難した。結局1937年（昭和12年）12月に、事実上追放される形で、東大教授辞任を余儀なくされた。12月1日に辞表を提出、12月4日に退官。
1936年（昭和11年）6月20日に岩波書店から発行されていた『民族と国家』は、1937年（昭和12年）12月1日、矢内原が辞職した当日に内務省により発禁処分。自費出版を試みるも1938年1月20日発禁処分。
辞職後は、『通信』に変えて『嘉信』を毎月定期的に発行した。毎日曜日、自宅で若者に対して聖書の講義をしたり、月一回の帝大聖書研究会を行った。1939年（昭和14年）から土曜学校を開いた。また、キリスト教信仰に基づく信念と平和主義を説き続けた。
1941年（昭和16年）11月5日の夜、東京芝のフレンド教会で新渡戸稲造記念講演が行われ、矢内原が「新渡戸先生の宗教」という題で講演している。
1945年（昭和20年）8月15日、矢内原は終戦の詔勅を山中湖畔で聞いて、これから新しい時代がくるのだから、平和のために働かなければねばならないと感じた。

### 戦後
敗戦後の1945年（昭和20年）11月4日、東京帝国大学経済学部教授会は矢内原の復職を決定。度重ねた要請で復帰した。辞職してからちょうど8年後であった。休職になっていた大内、有沢、脇村らも復帰した。担当する植民政策論を国際政策論に名称を変更した。
その後1946年（昭和21年）社会科学研究所長、1948年（昭和23年）経済学部長、1949年（昭和24年）教養学部長を歴任し、1951年（昭和26年）、南原繁の後任として東京大学総長に選出される（1957年（昭和32年）まで2期6年務めた）。1952年（昭和27年）には、学生劇団「ポポロ」公演にて摘発された私服警官のメモから警察による系統的な学内スパイ活動が露見し、東大側と警察が全面対立したが（東大ポポロ事件）、矢内原は総長として大学の自治と学問の自由を守るために毅然とした態度を取った。一方、学生のストライキに対しては厳しい姿勢を示し、ストライキを計画指揮した学生（学生自治会委員長、学生大会議長、ストライキ議案提案者の3名）は原則として退学処分とする「矢内原三原則」を打ち出した。この原則を適用され退学処分を受けた者に、江田五月、今井澄などがいる。この「矢内原三原則」は東大紛争で廃止に至るまで、学生と大学当局の間でしばしば対立の原因となった。事件に関し衆議院行政監察特別委員会に東大学長として証人喚問された。

### 晩年

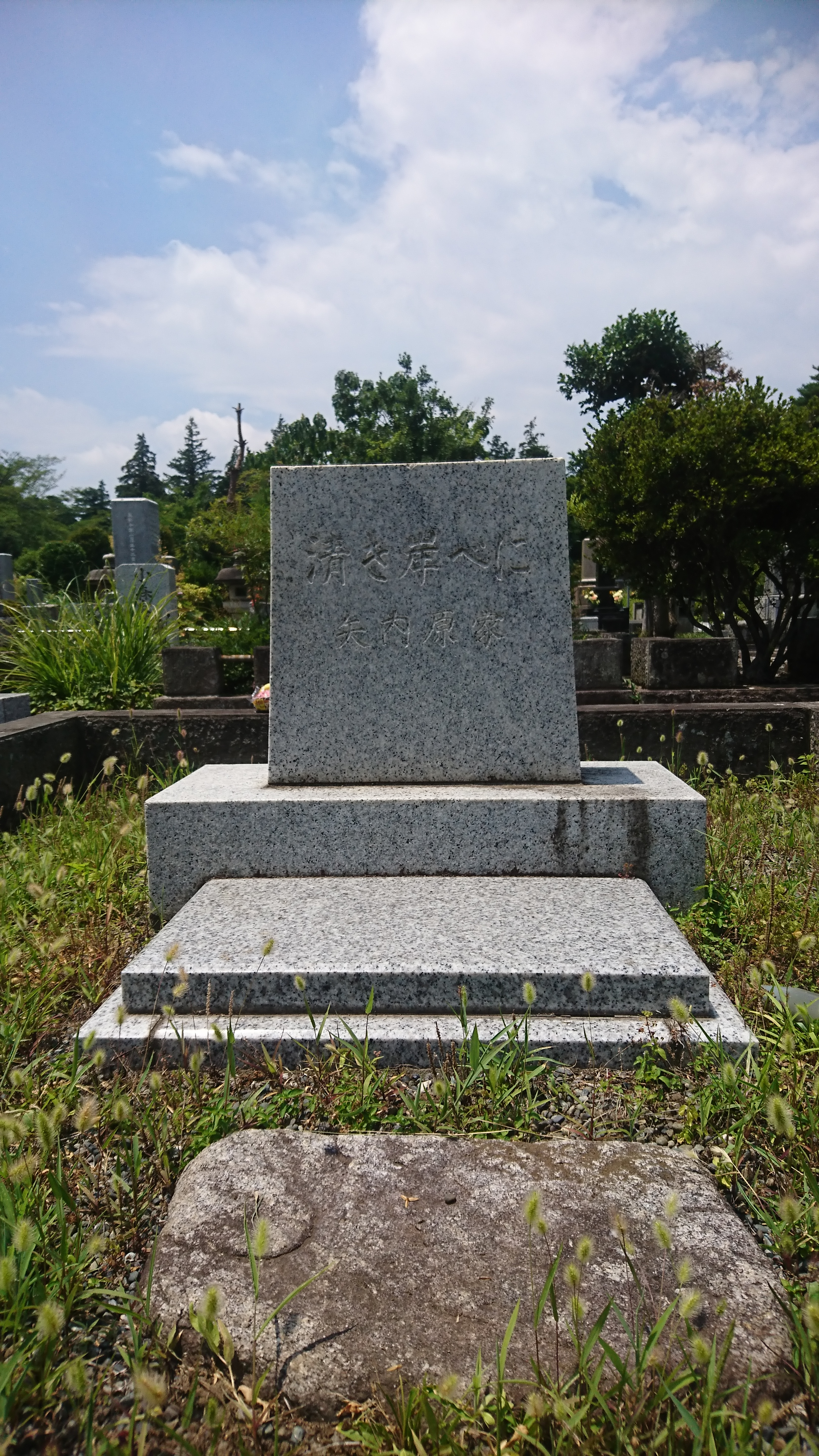
多磨霊園にある矢内原家の墓

退任後の1958年（昭和33年）に名誉教授の称号を授与され、その後も精力的に講演活動を行う。1960年（昭和35年）11月、姫路野里教会で「生死の問題」と題して講演している。教会における最後の講演となった。翌年の6月、東大教養学部学友会主催の講演会で「人生の選択」という題で東大生に対する最後のメッセージを残している。同年7月、札幌市民会館において北海道大学の学生のために「内村鑑三とシュヴァイツァー」と題してを講演し、「立身出世や自分の幸福のことばかり考えずに、助けを求めている人々のところに行って頂きたい」、そして「畑は広く、働き人は少ない」という聖書の言葉で結んでいる。また、退職後は、学生問題研究所を創設し、その所長として学生の生活や思想の調査・研究に取り組んだ。
晩年の人生論に、1961年（昭和36年）NHK放送の「子供のために」の中で子供を大事にする思想的根拠として次のように述べている。「人生というものは、人を従えることが成功のように思われがちでありますけれども、実はそうではなく、人に仕えることが人生の意味である」。
1961年（昭和36年）12月25日、胃癌のため入院先の東大伝染病研究所附属病院で死去。68歳。なお、法政大学名誉教授で著名な詩人矢内原伊作、慶應義塾大学経済学部名誉教授・作新学院大学長の矢内原勝は子息である。矢内原家は、食事時に私語をせず厳格な忠雄を子息たちは恐れていたという。
没後、蔵書の一部が矢内原勝によって琉球大学附属図書館に寄贈され「矢内原忠雄文庫」となっている（1988年（昭和63年）に650冊、1995年（平成7年）に199冊）。
東大駒場Iキャンパス内には、かつて「矢内原門」があった。矢内原は東京大学教養学部長時代に、自身が一高時代に学んだ経験から、襟を正して正門からというノーブレス・オブリージュと正攻法を普段から学生たちに教えていた。しかし、東大が「きけ、わだつみのこえ」世代の太平洋戦争からの帰還学生たちが社会主義を標榜した学生運動の全学ストライキ突入を行い、授業を行えなくなった際は、「特別に門以外の場所を通行してよい」と発言した。そしてストライキの最中、向学心の有る諸君は特別に垣根を飛び越えて門のうちに来たれ、と学生に呼び掛けた。この門は今は「矢内原公園」にその名を残している。

## エピソード

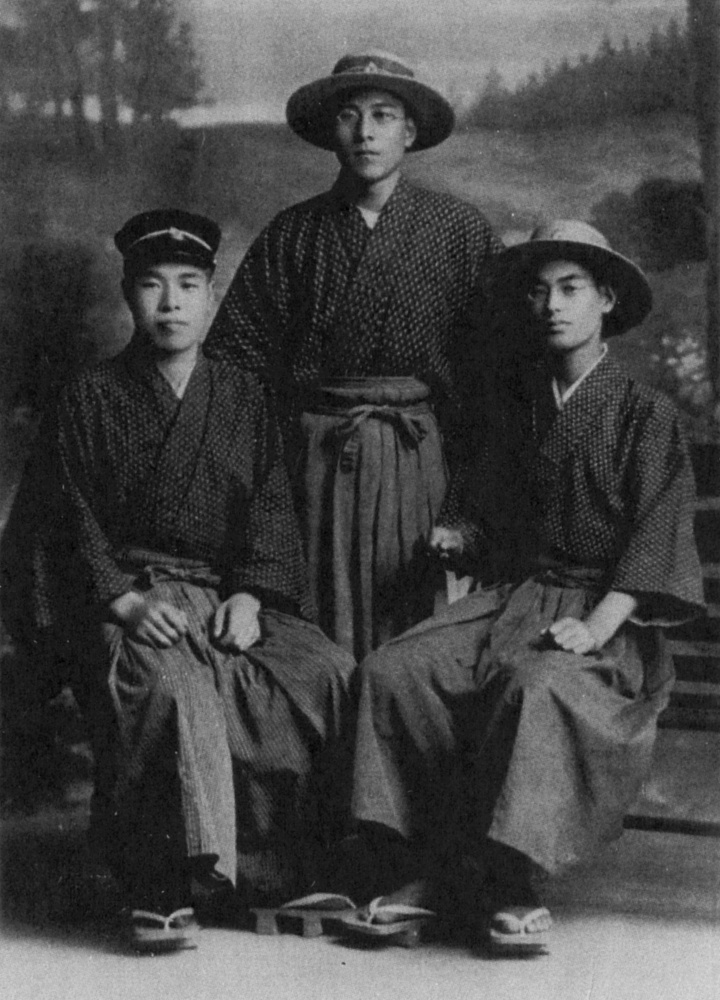
左から三谷隆信、河合栄治郎、矢内原忠雄（1911年）

矢内原は一高基督教青年会・弁論部の先輩である河合栄治郎に男子学生同士の相思相愛の恋心を抱いており、「敬愛する河合さんと美しき赤城の上に清き生活を送らんとの念は馬鹿に強くなった。河合さんは、はじめて「忠雄さん」なる語を用ひられた」「星は一つも見えぬ暗い夜だ、運動場のゆるき傾斜に僕は河合さんに抱かれ夢の如く赤城の清き交りを思つた。前面の人家も連山の如く見えた。あゝほんとに夢心地であった。時間の観念も頭にない。眠くもない、さして寒くもない、恍惚としていた」と、16時間連続で抱き合って星を見ながら黎明の中始発の汽車の汽笛が鳴り始めるまで耳元で囁きあい、河合から「忠雄さん、あくまでもpureであって下さい。僕は君のpureなるを愛します」と言われ、語り合った幸福な思い出を日記に書き記している。
矢内原は31歳の時、二番目の妻となる堀恵子に「あなた今頃はもうスヤスヤ御やすみでせう。鳩の夢でも御覧ですかしら。（…）今はねもう午前一時に近いのです。私今まで勉強して居りました。近処の松の山が風がゴーッとなつて居り、二階の雨戸もガタガタ言って居ますがそれが一層しづかさを増します。私こんな静かな時に一人居るのが一番うれしいのです。」と愛の手紙を書き送っている。東大在学時代には雨の日曜日が好きであること、内村鑑三の柏木聖書研究会の帰りに「それに空の雲がすてきであった。水蒸気の豊富な雲が夕日の光を吸ひとつて赤く輝いた。路の水たまりも為に赤くなつて居る。詩編第十九編、ラスキンの解釈を思ひ出した。」と手帳に書き記している。
矢内原と親交があった長谷川町子は、矢内原が長谷川の妹の結婚式と妹の夫の葬式の司式を務め、「（矢内原は）厳格なお顔の割に、可愛い物がお好き」であり、矢内原が晩年に入院した際には長谷川がクマの玩具を見舞品として贈ったと『サザエさんうちあけ話』の第29章で触れている。

## 著作

### 単著
- 『基督者の信仰』聖書研究社、1921年7月。 NCID BA31583348。全国書誌番号:43045504。
- 『英国植民省に就て』拓殖局、1921年9月。 NCID BN15972442。全国書誌番号:43033093。
- 『植民政策講義案』有斐閣、1924年1月。 NCID BA41920626。全国書誌番号:43047508。
- 『殖民政策』石田正七、1924年4月。全国書誌番号:43000767。
- 『植民及植民政策』有斐閣、1926年6月。 NCID BN07430477。全国書誌番号:43047683 全国書誌番号:54006454。
- 『人口問題』日本青年館、1927年。全国書誌番号:44019343。
- 『植民政策の新基調』弘文堂、1927年2月。 NCID BN06836115。全国書誌番号:47001190。
- 『人口問題』岩波書店、1928年2月。 NCID BN06452703。全国書誌番号:46058076 全国書誌番号:47002281 全国書誌番号:52009513。
- 『帝国主義下の台湾』岩波書店、1929年10月。 NCID BN06937316。全国書誌番号:47009319 全国書誌番号:52010007。
- 『マルクス主義と基督教』一粒社、1932年。 NCID BN09579336。全国書誌番号:47021336。
- 『満洲問題』岩波書店、1934年2月。 NCID BN05483392。全国書誌番号:47021554 全国書誌番号:57006165。
- 『ヨブ記』嘉信社〈嘉信文庫 第2冊〉、1935年4月。 NCID BA4007897X。全国書誌番号:47017610。
- 『南洋群島の研究』岩波書店、1935年10月。 NCID BN02810732。全国書誌番号:47013633 全国書誌番号:57011276。
- 『民族と平和』岩波書店、1936年6月。 NCID BN05730221。全国書誌番号:46074281。
- 『イザヤ書』向山堂、1936年12月。 NCID BA45532254。全国書誌番号:46044392。
- 『植民地再分割問題』日本工業倶楽部経済研究会〈経済研究叢書 第83輯〉、1937年3月。 NCID BA38839814。全国書誌番号:44022187。
- 『帝国主義下の印度』大同書院〈経済特殊研究叢書 第1編〉、1937年3月。 NCID BN05848185。全国書誌番号:46051210。
- 『余の尊敬する人物』岩波書店〈岩波新書〉、1940年5月。 NCID BN00901473。全国書誌番号:46045740。
- 『イエス伝講話 マルコ伝による』嘉信社〈嘉信文庫 第1冊〉、1940年6月。 NCID BN14879022。全国書誌番号:46048793。
- 『山上垂訓講義 マタイ伝による』嘉信社〈嘉信文庫 第3冊〉、1941年11月。 NCID BA5705164X。全国書誌番号:46038121。
- 『訣別遺訓講義 ヨハネ伝による』嘉信社〈嘉信文庫 第5冊〉、1943年3月。 NCID BA5649345X。全国書誌番号:44013836。
- 『アウグスチヌス「告白」講義』教文館、1943年10月。 NCID BN06140813。全国書誌番号:46001692。
- 『アウグスティヌス「告白」講義』新教出版社、1943年10月。 NCID BN10478303。全国書誌番号:46001693。
- 『日本精神と平和国家』岩波書店〈岩波新書〉、1946年6月。 NCID BN05840875。全国書誌番号:46008406。
- 『日本の傷を医す者』白日書院、1947年4月。 NCID BN05109421。全国書誌番号:46008405。
- 『帝国主義研究』白日書院、1948年4月。 NCID BN05685535。全国書誌番号:46011317 全国書誌番号:48011099。
- 『内村鑑三と新渡戸稲造』日産書房、1948年7月。 NCID BN05642634。全国書誌番号:46003996 全国書誌番号:48009855。
- 『イエス伝 マルコ伝による』角川書店〈聖書講義 1〉、1948年11月。 NCID BN08633527。全国書誌番号:46003746 全国書誌番号:51009181。
- 『キリストの生涯』嘉信社、1949年2月。全国書誌番号:20667979。
- 『ロマ書』角川書店〈聖書講義 2〉、1949年2月。 NCID BN10223812。全国書誌番号:46003746 全国書誌番号:51009183。
- 『創世記』角川書店〈聖書講義 4〉、1949年6月。 NCID BN14157822。全国書誌番号:51009184。
- 『続 余の尊敬する人物』岩波書店〈岩波新書〉、1949年11月。 NCID BN00901473。全国書誌番号:49012232。
- 『黙示録 ダニエル書ヨハネ黙示録』角川書店〈聖書講義 第1期 第3〉、1949年。 NCID BN1173468X。全国書誌番号:51009182。
- 『講和問題と平和問題』河出書房〈教養の書〉、1950年。 NCID BA30097151。全国書誌番号:50006500。
- 『ヨハネ伝』角川書店〈聖書講義 5〉、1950年12月。 NCID BN08633582。全国書誌番号:51009185。
- 『大学について』東京大学出版会、1952年10月。 NCID BN05035380。全国書誌番号:53000047。
  - 『大学について』東京大学出版会〈UP選書〉、1973年7月。 NCID BN0041339X。全国書誌番号:71018427。
- 『キリスト教入門』角川書店〈角川新書〉、1952年11月。 NCID BN07566479。全国書誌番号:53000532。
- 『日本のゆくえ』東京大学出版会、1953年4月。 NCID BN05632685。全国書誌番号:53002934。
  - 『日本のゆくえ』東京大学出版会〈UP選書〉、1975年6月。 NCID BN02244817。全国書誌番号:71000226。
- 『詩篇)』角川書店〈聖書講義 6〉、1953年6月。 NCID BN10212113。全国書誌番号:51009186。
- 『銀杏のおちば』東京大学出版会、1953年11月。 NCID BN05601284。全国書誌番号:54000121。
- 『サムエル書』角川書店〈聖書講義 7〉、1956年1月。 NCID BN12804044。全国書誌番号:51009187。
- 『マルクス主義とキリスト教』角川書店〈角川文庫〉、1956年7月。 NCID BN09935135。全国書誌番号:56011164。
- 『主張と随想 世界と日本と沖縄について』東京大学出版会、1957年12月。 NCID BN05601965。全国書誌番号:58001133。
- 『私の歩んできた道』東京大学出版会、1958年3月。 NCID BN02804208。全国書誌番号:58006439。
  - 『私の歩んできた道』東京大学出版会〈UP選書〉、1975年6月。 NCID BN01808178。全国書誌番号:73010754。
- 『ルカ伝』 上巻、角川書店〈聖書講義 8〉、1959年11月。 NCID BN08632808。全国書誌番号:51009188。
- 『ルカ伝』 下巻、角川書店〈聖書講義 9〉、1959年12月。 NCID BN08632808。全国書誌番号:51009189。
- 『政治と人間 民主化と人間形成のために』東京大学出版会、1960年8月。 NCID BN05552848。全国書誌番号:60011710。
  - 『政治と人間』東京大学出版会〈UP選書〉、1973年7月。 NCID BN00405314。全国書誌番号:71018425。
- 『人生と自然』東京大学出版会、1960年10月。 NCID BN0501488X。全国書誌番号:60015955。
  - 『人生と自然』東京大学出版会〈UP選書〉、1975年6月。 NCID BN0224484X。全国書誌番号:74007100。
- 『教育と人間 民主主義と平和のために』東京大学出版会、1961年10月。 NCID BN0477617X。全国書誌番号:61010980。
  - 『教育と人間』東京大学出版会〈UP選書〉、1973年7月。 NCID BN00405121。全国書誌番号:71018426。
- 『内村鑑三とともに』東京大学出版会、1962年11月。 NCID BN03229386。全国書誌番号:62011466。
  - 『内村鑑三とともに』東京大学出版会〈UP選書〉、1969年9月。 NCID BN01813972。全国書誌番号:74004696。

### 編集
- 『新渡戸博士文集』故新渡戸博士記念事業実行委員、1936年11月。 NCID BN04561209。全国書誌番号:46068340。
- 『新渡戸博士読本』実業之日本社、1937年6月。 NCID BN10418389。全国書誌番号:46068458。
- 『藤井武全集』 全12巻、藤井武全集刊行会、1938年10月-1940年6月。 NCID BN15063291。全国書誌番号:46071133。
- 『新渡戸博士植民政策講義及論文集』岩波書店、1943年7月。 NCID BN08629020。全国書誌番号:46011474 全国書誌番号:54011756。
- 『アダム・スミス蔵書目録』岩波書店、1951年6月。 NCID BA06702026。全国書誌番号:22071072。
- 『現代日本小史』 上巻、みすず書房、1952年4月。 NCID BN06063472。全国書誌番号:50004251。
- 『現代日本小史』 下巻、みすず書房、1952年6月。 NCID BN06063472。全国書誌番号:50004252。
- 『現代日本小史』みすず書房、1952年10月。 NCID BN03928931。全国書誌番号:52009007。
- 『小出一家信仰記録』三一書店、1953年7月。 NCID BN16027282。全国書誌番号:56006261。
- 『キリスト教入門』角川書店〈角川選書〉、1968年9月。 NCID BN04976510。全国書誌番号:68008050。
- 『イエス伝 マルコ伝による』角川書店〈角川選書〉、1968年12月。 NCID BN0242687X。全国書誌番号:68010551。

### 翻訳
- 新渡戸稲造『武士道』岩波書店〈岩波文庫〉、1938年10月。 NCID BN00932615。全国書誌番号:46045349。
- クリスティー『奉天三十年』 上・下、岩波書店〈岩波新書 赤版〉、1938年11月。 NCID BN01949566。全国書誌番号:47034858。復刊1982年・2008年ほか
- ホブスン『帝国主義論』 上巻、岩波書店〈岩波文庫〉、1951年8月。 NCID BN00889480。全国書誌番号:51005340。
- ホブスン『帝国主義論』 下巻、岩波書店〈岩波文庫〉、1952年6月。 NCID BN00889480。全国書誌番号:52005516。

### 共著
- 矢内原忠雄、高木八尺『聖書の平和思想とリンコーン』岩波書店〈新渡戸博士記念講演 第1冊〉、1948年8月。 NCID BN13633424。全国書誌番号:46003747 全国書誌番号:49004752。
- 矢内原忠雄、楊井克巳『国際経済論』弘文堂〈経済学全集 8〉、1955年12月。 NCID BN07114284。全国書誌番号:56000610。

### 共編
- 塚本虎二、矢内原忠雄 編『藤井武全集』 全12巻、藤井武全集刊行会、1931年5月-1931年12月。 NCID BN14543393。全国書誌番号:47026349。
- 塚本虎二・矢内原忠雄 編『藤井武君の面影』藤井武全集刊行会、1932年2月。 NCID BA4002682X。全国書誌番号:47018286。

## 著作・講演集
- 『ヒューマニズムとニヒリズム』 （講演）、早稲田大学基督教青年会主催、1948年
- 『米国視察談』 （講演）、早稲田大学主催、1950年
- 『矢内原忠雄全集』全29巻（岩波書店、1963-64年）
- 『嘉信』 第1-7巻、みすず書房、1967年
- 『聖書講義』 第1-8巻、岩波書店、1978年
- 『基督者の信仰』 第1-8巻、岩波書店、1982年
- 『信仰と学問――未発表講演集』 新地書房、1982年
- 『矢内原忠雄』 日本平和論大系第10巻、日本図書センター、1993年
- 『土曜学校講義』 第1-10巻、みすず書房、1998年
- 『矢内原忠雄』 日本の説教第11巻、日本キリスト教団出版局、2004年

## 記念論文集
- 楊井, 克巳、大河内, 一男、大塚, 久雄 編『古典派経済学研究』岩波書店〈矢内原忠雄先生還暦記念論文集 上巻〉、1958年11月。 NCID BN09604014。全国書誌番号:59006800。
- 楊井克巳・大河内一男・大塚久雄 編『帝国主義研究』岩波書店〈矢内原忠雄先生還暦記念論文集 下巻〉、1959年2月。 NCID BN08956162。全国書誌番号:59003228。

## 伝記
- 矢内原伊作『矢内原忠雄伝』みすず書房、1998年7月。ISBN 9784622032007。
  - 『朝日ジャーナル』誌に1974年 - 1975年に連載されたものをまとめたもの。ただし連載は東大辞職事件の直前のくだりで中断され、著者はその後も完成を企てたが果たせず未完のまま刊行された。
- 鴨下, 重彦、木畑, 洋一、池田, 信雄 ほか 編『矢内原忠雄』東京大学出版会、2011年11月。ISBN 9784130033701。
- 川中子義勝『悲哀の人・矢内原忠雄』かんよう出版、2016年。ISBN 978-4906902651
- 関口安義『評伝 矢内原忠雄』新教出版社、2019年4月。ISBN 9784400213253。
- 赤江達也『矢内原忠雄　戦争と知識人の使命』岩波新書、2017年6月。ISBN 978-4-00-431665-7
- 古賀敬太『矢内原忠雄とその時代　信仰と政治のはざまで』風行社、2021年2月。ISBN 978-4-86258-135-8